# Dead Can Dance (album)
Dead Can Dance is het debuutalbum van de Australische band Dead Can Dance. 

## Voorgeschiedenis
In Australië was de markt te klein voor het soort muziek dat Dead Can Dance maakte, daarom emigreerden lisa Gerrard en Brendan Perry  in mei 1982 naar Londen, samen met bassist Paul Erikson. Perry en Gerrard vestigden zich in de vervallen arbeiderswijk Isle of Dogs in een flat 13 hoog. 
Lisa Gerrard : "Die periode toen we in Londen woonden was zeer intens. We woonden op een echt ruige, verlaten plek waar mensen constant op zoek zijn naar een zwakke prooi. We waren complete buitenstaanders. Als je zacht was, zouden mensen dat oppikken. We hadden een aantal echt angstaanjagende confrontaties. Dus we bleven thuis en werkten. Werk was onze redding. We waren in Londen aangekomen met een trommel en vrijwel geen andere apparatuur, en het idee dat we voor wereldheerschappij gingen". 
Ze hadden zeer weinig geld en alle tijd en aandacht ging naar de muziek. Ze kwamen in contact met Peter Ulrich die zich bij de groep aansloot. Perry en Ulrich hadden een aantal demotapes samengesteld die ze stuurden naar verschillende alternatieve platenlabels. Een demotape trok de aandacht van Ivo Watts-Russell waarna ze in 1983 een contract tekenden bij het alternatieve rocklabel 4AD. Lisa Gerrard : "Toen we Ivo ontmoetten werden we helemaal vol vertrouwen" Paul Erikson verliet de band en keerde terug naar Australië. Nieuwe bandleden waren James Pinker en Scott Roger. In 1983 trad Dead Can Dance voor het eerst op in Engeland, op 8 juni & 7 juli in Londen in het voorprogramma van Xmal Deutschland, en in november in het voorprogramma van Cocteau Twins' tour door Nederland., Op 19 november vonden er John Peel-Sessions plaats. Op 26 februari 1984 speelden ze nogmaals in het voorprogramma van Cocteau Twins in het Victoria Palace Theatre in Londen.

## Productie
Het album werd opgenomen in september 1983 in de Blackwing Studios in Londen en werd uitgebracht in Europa en Australië op 27 februari 1984. Het werd geproduceerd door Dead Can Dance en John Fryer. De instrumentatie bestaat uit gitaren, basgitaar en drums, met extra percussie en met de yangqin. De muziek is een mengeling van gothic rock, ethereal wave en wereldmuziek.

## Uitgave
Op de albumomslag staat een ritueel masker uit Nieuw-Guinea. Hiermee probeerde Dead Can Dance om een visuele herinterpretatie te geven van de groepsnaam: Het masker, hoewel ooit een levend deel van een boom, is dood. Maar door de kunst van zijn maker is het vervuld met een eigen levenskracht. Een transformatie van niet-bewegend naar bewegend: De processen die leven uit de dood en van dood naar leven betreffen.
De cd-uitgave die een paar jaar later uitkwam bevatte vier extra nummers van de ep Garden of the Arcane Delights uit 1984: Carnival of Light, In Power We Entrust the Love Advocated, The Arcane en Flowers of the Sea.
OOR's Pop-encyclopedie (1992) vergeleek de muziek met de neo-doem van Joy Division en heeft het over etherische klankkathedralen.

## Groepsleden
- Brendan Perry - zang, gitaar
- Lisa Gerrard - zang, yangqin
- James Pinker
- Scott Roger
- Peter Ulrich

## Tracklist
| nummer | titel             | duur |
| ------ | ----------------- | ---- |
| 1      | The Fatal Impact  | 3:21 |
| 2      | The Trial         | 3:42 |
| 3      | Frontier          | 3:13 |
| 4      | Fortune           | 3:47 |
| 5      | Ocean             | 3:21 |
| 6      | East of Eden      | 3:23 |
| 7      | Threshold         | 3:34 |
| 8      | A Passage in Time | 4:03 |
| 9      | Wild in the Woods | 3:46 |
| 10     | Musica Eternal    | 3:51 |